# Lokala partiet i Heby kommun
Lokala partiet i Heby kommun (L-P) ursprungligen Länsbytarpartiet (L-BYT) var ett lokalt politiskt parti i Heby kommun.

## Historik
Länsbytarpartiet bildades med huvudsyfte att verka för att Heby kommun skulle byta länstillhörighet från Västmanlands län till Uppsala län. 
Till partiordförande utsågs Charlotte Wall. Detta för att visa på kontinuitet till Anders Wall, vilken sedan en tid varit ledare för en aktionsgrupp för att utveckla Heby kommun. Partistyrelsens ordförande blev Carl E. Olivestam, som fick ansvaret för den strategiska utvecklingen av partiets huvudfråga: kommunbyte från Västmanlands till Uppsala län. Bakgrund till partbildandet var en rådgivande lokal folkomröstning 1998 där 57,5 % röstat för ett länsbyte. Denna rikspolitiska uppgift gick i mål efter sju år av olika kursändringar och konstellationer. Redan i det första valet uppnådde partiet framgång, 10,3% av väljarna, 4 mandat och i koalition med övriga borgerliga partier ta över makten från socialdemokraterna. Valet 2002 belönades partiets insatser, 18,8% och 9 mandat, för att 2006 återgå till det första valresultatets nivå. Partiets uppgång och nedgång speglar dess huvudfråga: länsbytet. Kommunen överfördes till Uppsala län enligt riksdagsbeslut den 30 november 2005. Därmed var partiets huvuduppgift genomförd och en avklingningsprocess började. Partiet fortsatte verka efter länsbytet trots ändrat namn, Läns(bytar)partiet fram till hösten 2009. Partiet upplöstes inför valet 2018 då flera ledande personer slutat. Insikten om att ingen ny fråga förelåg som kunde motivera ett fortsatt politiskt existensberättigande.

## Valresultat
| År   | Röster | %     | Mandat |
| ---- | ------ | ----- | ------ |
| 1998 | 819    | 10,30 | 4 / 41 |
| 2002 | 1 476  | 18,85 | 9 / 49 |
| 2006 | 804    | 10,20 | 4 / 41 |
| 2010 | 813    | 9,94  | 4 / 41 |
| 2014 | 649    | 7,42  | 3 / 41 |